# Планетарна система
Планетарна система е сбор от гравитационно свързани незвездообразни обекти в или извън орбита около звезда или звездна система. В общия смисъл, системи с една или повече планети представляват планетарна система, макар такива системи да могат да са съставени и от тела като: планети джуджета, астероиди, естествени спътници, метеорити, комети и околозвездни дискове. Слънцето и планетите около него, включително Земята, представляват Слънчевата система.
Към декември 2019 г. са разпознати и потвърдени 4135 екзопланети в 3073 планетарни системи, от които 673 имат повече от една планета. При тях, от особен интерес за астробиологията представлява обитаемата зона, в която планетите могат да притежават течна вода на повърхността и следователно способност да поддържат земеподобен живот.

## История

### Хелиоцентризъм
В исторически план, хелиоцентризмът (доктрината, според която Слънцето е в центъра на Вселената) се противопоставя на геоцентризма (поставящ Земята в центъра на Вселената). Идеята за хелиоцентрична Слънчева система вероятно датира от ведическата литература в Древна Индия, която споменава Слънцето като „център на сфери“. Понятието е предложено за пръв път в западната философия и древногръцката астрономия около 3 век пр. н. е. от Аристарх Самоски, но не получава подкрепата на повечето други астрономи по това време.

### Откриване на Слънчевата система
„За въртенето на небесните сфери“ на Николай Коперник, публикуван през 1543 г., представя първият математически издържан хелиоцентричен модел на планетарна система. През 17 век Галилео Галилей, Йоханес Кеплер и Исак Нютон развиват познанията за физиката, което води до постепенно възприемане на идеята, че Земята се върти около Слънцето и че планетите се управляват от същите физични закони, които управляват и Земята.

### Спекулации относно извънслънчеви планетарни системи
През 16 век италианският философ Джордано Бруно, поддръжник на Коперниковата теория, излага вижданията си, че неподвижните звезди в небето са подобни на Слънцето и също са придружавани от планети. Заради идеите си, той е изгорен на клада от римската инквизиция. През 18 век същата възможност е спомената от Исак Нютон в заключителната част на „Математически начала на натурфилософията“. Теориите му набират скорост през следващите години, въпреки липсата на доказателства.

### Засичане на екзопланети
Първото потвърдено засичане на екзопланета е през 1992 г., когато са открити няколко земеподобни планети в орбита около пулсара PSR B1257+12. През 1995 г. са засечени екзопланети и около звезда от главна последователност (гигантската 51 Pegasi b, имаща четиридневна орбита около близката звезда 51 Pegasi). Честотата на намиране на екзопланети се увеличава оттогава, особено покрай напредъка на методите за засичане на екзопланети и съставянето на специализирани програми за търсене на планети (например телескопа Кеплер).

## Произход и еволюция
Планетарните системи се зараждат от протопланетарни дискове, които се образуват около звезди в процеса на звездообразуване. В хода на образуване на система, много материал се разпръсва под въздействието на гравитация към далечни орбити, а някои планети съвсем се изхвърлят от системата, ставайки междузвездни планети.

### Звезди с голяма маса
Съществуват планети в орбита около пулсари. Въпросните пулсари са останки от свръхнови на звезди с голяма маса, но планетарна система, съществуваща преди взрива на свръхновата, има голяма вероятност да бъде напълно унищожена. В такъв случай, те или ще се изпарят, или ще бъдат изхвърлени извън орбита. В някои случаи, свръхновата може да изтласка самия пулсар в определена посока с висока скорост, а оцелелите планети остават да се реят свободно в пространството. Планетите около пулсари е възможно да са се образували в резултат на вече съществуващи звездни спътници, които са били почти изпарени от взрива на свръхновата, оставяйки след себе си тела с размера на планети. Освен това, планетите могат да се образуват в акреционния диск от изхвърлен материал около пулсара. По същият начин могат да се образуват планети в акреционния диск около черна дупка.

### Звезди с малка маса
Докато звездите еволюират и се превръщат в червени гиганти, звезди от асимптотичния клон на гигантите и планетарни мъглявини, те поглъщат съседните звезди, изпарявайки ги частично или напълно, според това колко са масивни. Докато звездата губи масата си, планетите, които не са били погълнати, се отдалечават от нея. Ако звездата се намира в двойна система, тогава масата, която губи, може да се прехвърли към другата звезда, създавайки протопланетарен диск и планети.